# Gerhard Watzlaw
Gerhard Watzlaw (* 20. Januar 1941) ist ein ehemaliger deutscher Fußballspieler, der 1963 und 1964 in der DDR-Oberliga, der höchsten Spielklasse im DDR-Fußball, für den SC Turbine Erfurt spielte.

## Sportliche Laufbahn
Bevor Watzlaw seinen Einstand in der DDR-Oberliga gab, spielte er bis 1963 bei der Betriebssportgemeinschaft (BSG) Glückauf im thüringischen Bleicherode in der drittklassigen II. DDR-Liga. Im Alter von 22 Jahren wechselte er zur Saison 1963/64 zum regionalen Fußballzentrum, dem Oberligisten SC Turbine Erfurt. Watzlaw kam vom 5. Spieltag an in der Oberliga zum Einsatz und wurde in der Regel als linker Läufer aufgeboten, eine Position, auf der in der Vorsaison ständig experimentiert worden war. Von den 26 Oberligaspielen bestritt er 18 Begegnungen und erzielte am 7. Spieltag in der Partie SC Turbine – SC Leipzig mit dem Ausgleichstreffer zum 1:1-Endstand sein einziges Oberligator. Der SC Turbine beendete die Saison als Absteiger und spielte 1964/65 in der DDR-Liga. Dort absolvierte Watzlaw 28 der 30 ausgetragenen Ligaspiele und war damit maßgeblich am sofortigen Wiederaufstieg der Erfurter beteiligt. Für die neue Oberligaspielzeit war er wieder als Stammspieler vorgesehen, kam aber nicht zum Einsatz. In der Saison 1966/67 spielte er für den DDR-Liga-Aufsteiger Motor Nordhausen-West und bestritt 26 der 30 Ligaspiele. Die BSG Motor konnte sich nur ein Jahr in der DDR-Liga halten und stieg wieder in die Bezirksliga ab. Gerhard Watzlaw kehrte nicht mehr in den höherklassigen Fußball zurück, wo er nur drei Spielzeiten verbracht und nur 18 Oberliga- und 54 DDR-Ligaspiele absolviert hatte. Bei der viertklassigen BSG Aktivist in Bischofferode trat er in späteren Jahren als Übungsleiter in Erscheinung.